# Mallomonas
Mallomonas ist eine im Süßwasser vorkommende Algen-Gattung aus der Gruppe der Stramenopilen. Sie besteht aus rund 130 Arten.

## Merkmale
Die Einzeller-Gattung aus der Klasse der Chrysomonadea (Engler, 1898) sind etwa zwischen 5 und 20 Mikrometer groß. Am Vorderende des Zellpols befinden sich Geißeln. Das längere Flagellum übernimmt die Aufgaben der Lokomotion und der Anheftung an ein Substrat. An der Geißel befinden sich Mastigonemen. Das zweite Flagellum ist sehr stark reduziert. Es kommen Discobolocysten als Extrusome vor, Extrusome sind schnell ausstülpbare Membranorganellen, die meist der Verteidigung dienen. Diese Protisten haben einen Zellkern und 1–2 pulsierende Vakuolen. Als Reservestoffe sind in den Vakuolen das Polysaccharid Chrysolaminarin und einige Lipide gespeichert. Mallomonas hat zwei große sichelförmige gold-gelbe bis gold-bräunliche Chloroplasten. Die Chloroplasten enthalten Chlorophyll a, c und Fucoxanthin. Es ist bei Mallomonas kein Chlorophyll b vorhanden. Oft ist ein rötlicher Augenfleck auf einem der Chloroplasten zu erkennen, dieses Stigma dient der Wahrnehmung von Licht. Die Art und Weise der Energiegewinnung kann den jeweiligen ökologischen Anforderungen angepasst werden, es ist eine Umstellung auf eine heterotrophe Lebensweise möglich.
Die Zelloberfläche ist von ziegelähnlichen Schuppen bedeckt. Die Schuppen bestehen aus Siliziumdioxid („Kieselsäure“), weisen komplexe, hochgeordnete Strukturen auf und sind wabenartig angeordnet. Die Zelle kann ihr Gehäuse aktiv verlassen.
Arten der Gattung Mallomonas können freischwimmend leben beziehungsweise sich an dem Substrat festheften. Vertreter diese Gattung können auch Gruppen bilden.
Sexuelle Vorgänge finden durch die Verschmelzung von Einzelzellen statt, ohne dabei haploide Gameten gebildet zu haben. Nach der Verschmelzung (Isogamie) encystiert sich die Zygote. Dauercysten können auch auf ungeschlechtlichem Wege gebildet werden.

## Vorkommen
Die Vertreter der Gattung treten besonders im Frühling im Plankton von sauberen, kalten, meist sauren stehenden Gewässern auf.

## Belege
- Karl-Heinz Linne von Berg, Michael Melkonian u. a.: Der Kosmos-Algenführer. Die wichtigsten Süßwasseralgen im Mikroskop. Kosmos, Stuttgart 2004, ISBN 3-440-09719-6, S. 80.